# Kabastin
Der Kabastin ist eine Kriegsgeißel aus Indien und Persien.

## Beschreibung
Der Kabastin hat ein rundes, gerades Heft. Am Heft ist eine Kette befestigt, an deren Ende sich ein doppelkonisches Schlagstück aus Metall befindet. Der Kabastin ist dem europäischen Kettenmorgenstern ähnlich, das Schlagstück hat aber keine Stacheln und es ist leichter als bei europäischen Morgensternen. Viele dieser Waffen sind mit dem indischen Koftgari-Muster verziert. Er wurde in Indien und Persien benutzt.